# جامع غرمي
جامع غرمي هو أحد مباني غرمي الدينية التي تم تجديدها في السنوات الأخيرة.